# Diplusodon sigillatus
Diplusodon sigillatus är en fackelblomsväxtart som beskrevs av A. Lourteig. Diplusodon sigillatus ingår i släktet Diplusodon och familjen fackelblomsväxter. Inga underarter finns listade i Catalogue of Life.